# Robby Gordon
Robert Wesley Gordon „Robby“ Gordon (* 2. Januar 1969 in Bellflower, Kalifornien) ist ein US-amerikanischer Automobilrennfahrer, der hauptsächlich im NASCAR Sprint Cup startet.

## Leben
Bereits mit acht Jahren fuhr Robby Gordon Motorräder und stieg 16-jährig auf das Auto um. Insgesamt errang er bis jetzt sechs Champion-Titel, alle bei sogenannten Off-Road Rennen. In seinem ersten Rennen siegte er und schlug dabei seinen Vater Bob Gordon, der das Rennen als Zweiter beendete.

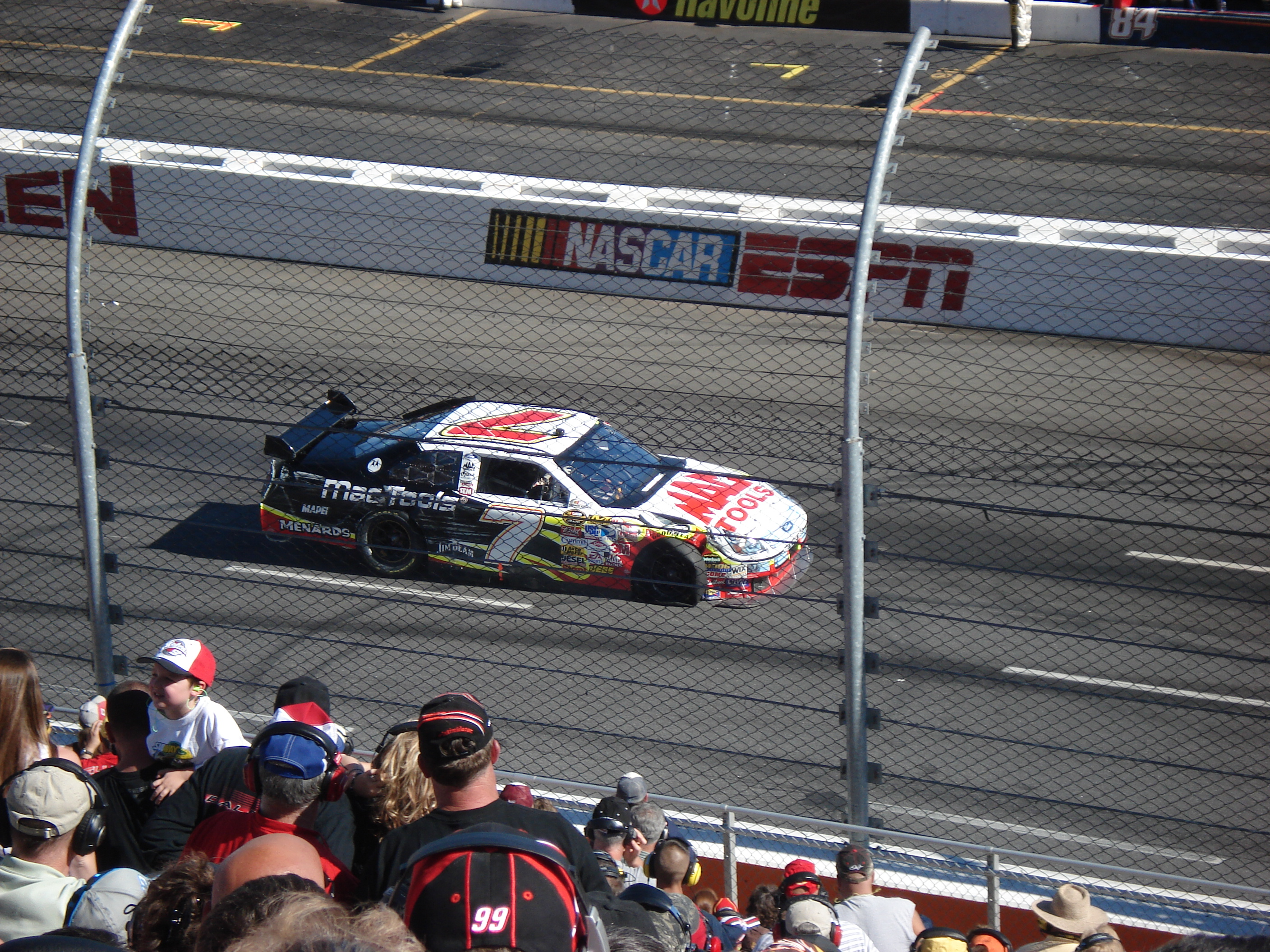
Robby Gordon auf dem Martinsville Speedway, 2007

Erst 1990 wechselte Robby Gordon zu den On-Road Rennen. Er entschied sich für NASCAR (Sprint Cup, Nationwide Series und Craftsman Truck Series), Open Wheel (IRL und Indy), fuhr aber auch weiterhin Off-Road Rennen.
Bekannt wurde Gordon 1999, als er das Indy 500 aufgrund einer gewagten Boxenstopp-Strategie anführte, jedoch in der 199. von 200 Runden in Führung liegend ohne Treibstoff ausrollte. Er verlor den erhofften Sieg an den Schweden Kenny Bräck und wurde nur Vierter.
2005 machte sich Gordon selbständig und agierte außer als Eigentümer seines Rennstalls „Robby Gordon Motorsports“ zugleich als Rennfahrer. Im gleichen Jahr nahm er auch an der Rallye Dakar in einem VW Race Touareg teil und gewann zwei Etappen. Er war damit der erste US-Amerikaner, der eine Dakar-Etappe in der Automobil-Kategorie gewinnen konnte.
Bei den beiden darauf folgenden Ausgaben der Rallye Dakar fuhr Gordon einen Hummer H3. 2006 musste er das Rennen vorzeitig mit einer technischen Panne beenden, 2007 erreichte er erneut einen Etappensieg und beendete die Rallye auf dem achten Rang. 2009 beendete er die Rallye auf dem dritten Rang, jedoch gelang ihm kein Etappensieg. 2015 belegte er Platz 19.
In der NASCAR-Sprint-Cup-Saison 2008 sollten Gordon wegen einer nicht genehmigten Stoßstange 100 Punkte vom Meisterschaftsstand abgezogen werden. Die NASCAR hob die Strafe auf, verhängte jedoch ein Bußgeld von $150.000. Er beendete die Saison mit 2770 Zählern auf Platz 33. Auch die Saison 2009 war durchwachsen. Er kam nur einmal in den Top 10 ins Ziel und beendete die Saison auf Platz 34 der Gesamtwertung.

## Erfolge

### NASCAR Sprint Cup
- New Hampshire 300 auf dem New Hampshire Motor Speedway am 23. November 2001
- Dodge/Save Mart 350 auf dem Infineon Raceway am 22. Juni 2003
- Sirius Satellite Radio at The Glen auf Watkins Glen International am 10. August 2003

### NASCAR Nationwide Series
- Emerson Radio 250 im Richmond International Raceway am 10. September 2004

### Sebring-Ergebnisse
| Jahr | Team         | Fahrzeug                    | Teamkollege | Teamkollege   | Platzierung            | Ausfallgrund |
| ---- | ------------ | --------------------------- | ----------- | ------------- | ---------------------- | ------------ |
| 1990 | Roush Racing | Lincoln Mercury Cougar XR-7 | Calvin Fish | Lyn St. James | Rang 6 und Klassensieg |              |
| 1991 | Roush Racing | Ford Mustang                | Max Jones   |               | Rang 8 und Klassensieg |              |